# Entomologisk Forening
Entomologisk Forening er den ældste og mest alsidige af de danske entomologiske foreninger. Ifølge foreningens egen hjemmeside har foreningen "til formål at virke for entomologien i almindelighed og for kendskabet til den danske insektfauna i særdeleshed, herunder også edderkopper, tusindben m.m."
Foreningen blev stiftet 21. februar 1868 af Gustav Henrik Andreas Budde-Lund (1846-1911), Rasmus William Traugott Schlick (1839-1916), Carl August Møller (1845-1912), Andreas Haas og Ivar Frederik Christian Ammitzbøll (1847-1934). R.W.T. Schlick blev foreningens første formand, en post han med en kort afbrydelse bestred i 40 år.
Medlemskredsen omfatter de fleste danske fagentomologer samt et stort antal amatører. Foreningen udgiver tidsskriftet Entomologiske Meddelelser, som især har artikler om den danske insektfauna. Derudover arrangerer foreningen møder og foredrag, der afholdes i lokalerne på Zoologisk Museum. I forår- og sommerhalvåret arrangeres ligeledes ekskursioner.